# Le Passager de la pluie (roman)
Pour les articles homonymes, voir Le Passager de la pluie (homonymie).
Le Passager de la pluie est un roman de Sébastien Japrisot publié en octobre 1992 aux éditions Denoël. Il s'agit de la version romancée du scénario écrit par l'auteur pour le film Le Passager de la pluie réalisé par René Clément et sorti en 1969.